# Gotejat

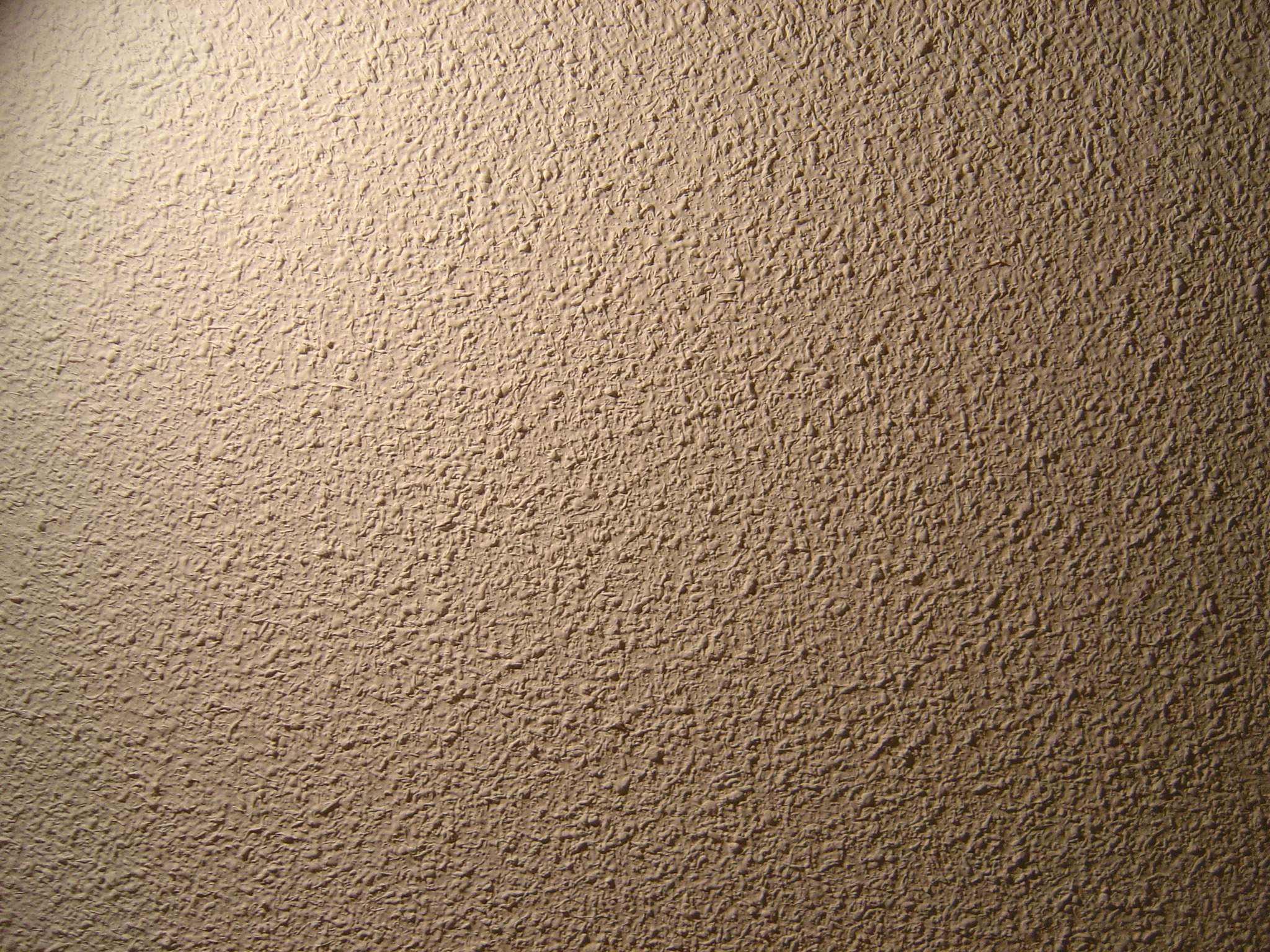
Aspecte d'una paret pintada amb gotelé.

El  gotejat  o gotelé (del francès gouttelette, "goteta". De fet se'n diu crépi amb l'efecte gouttelette) és una tècnica consistent en escampar pintura al tremp més espessa de l'habitual, de tal manera que durant la seva aplicació apareguin gotes o grumolls de material que produeixin una superfície final d'acabat grumollós. Aquesta tècnica s'utilitza per la seva capacitat per dissimular les imperfeccions en les parets.

## Aplicació
El gotejat comú es fa amb pintura al tremp. Opcionalment, es poden utilitzar pastes densificants a les quals s'afegeix una petita proporció d'aigua (a major quantitat d'aigua, textures més fines), o bé pintures a la cua ja preparades per a aquest fi. El gotejat es pot aplicar manualment amb una paleta, però el més habitual és aplicar-lo a uns 15-20 cm de distància de la paret amb pistoles especials per gotelé ( air-brush ), que incorporen un compressor per a extreure el producte, i poden regular el filtre per obtenir diferents grans o textures d'acabat. També hi ha màquines manuals per aplicar gotelé denominades  tiroleses : aquestes consisteixen en unes caixes de xapa amb rodets dentats, que expulsen la pintura accionant manualment una maneta. Finalment, existeixen rodets que aconsegueixen efectes de  picat  similars als del gotelé, i fins i tot es poden utilitzar tècniques casolanes, com aplicar-ho amb una escombra. La pintura per gotelé, en funció de la seva rugositat o mida de grumolls, pot requerir entre 0,8 kg i 1,5 kg de material per m  2 . Pot aplicar-se en una sola capa, o en dos seguint diferents direccions. El gotejat se sol pintar posteriorment amb pintures plàstiques, de major durabilitat i més fàcils de rentar, encara que també és possible deixar-lo tal com acabat final. Una tercera opció consisteix a acolorir en massa amb tints afegits a la mescla, sempre que el to buscat no sigui excessivament fort. En aquests casos, la concentració de tint no pot ser excessiva (de l'ordre del 5-6%), de manera que els colors resultants seran suaus o tipus pastel. El temps normal d'assecat al tacte sol rondar entre les 2 i 4 hores.

## Eliminació
Encara que l'ús del gotelé està disminuint -en part gràcies a la popularització dels envans de cartró guix, coneguda popularment com a pladur per ser el nom d'marca comercial-, aquesta tècnica continua sent l'acabat de referència entre les empreses promotores, ja que la funció del gotejat és la de dissimular els defectes d'execució dels paraments. Un gotejat més gruixut sol ser indicatiu de qualitats de construcció inferiors.
No obstant això, l'acabat en gotelé no gaudeix de gaire acceptació entre els usuaris.
Per eliminar l'acabat grumós del gotelé sense necessitat de retirar físicament el material, hi ha pastes específiques que cobreixen la textura inicial. No obstant això, el procés és llarg (exigeix diverses mans d'aplicació del producte) i només és efectiu en gotelé de gra mitjà o fi. Aquesta solució, però, pot ser la més adequada si el suport de la pintura és cartró-guix, ja que retirar el gotejat en aquest tipus de suports comporta la destrucció de la làmina de cartró del mateix material. Si la paret és de maó i està pintada amb pintura al tremp, es pot rascar amb una espàtula previ humitejat del suport.
Si la pintura és plàstica, el procés de rascat és més laboriós. En aquest cas, una bona opció que no fa malbé les parets és utilitzar un decapant per a pintura plàstica i revestiments.
Cal tenir present que l'eliminació del gotelé, a més de les marques originades pel raspat, freqüentment desemmascara defectes d'execució originals de la paret, de manera que abans de pintar novament, probablement serà necessari repassar la superfície amb pastes reparadores. En parets amb grans  aigües  o bombaments, és convenient plantejar-se com opció al raspat el revestir directament la paret amb una placa de cartró-guix per aconseguir una superfície llisa i plana. Aquest procediment resulta més car, i té el desavantatge de disminuir l'espai en un parell de centímetres, però també millora considerablement la insonorització de la paret, de manera que en no pocs casos pot constituir una opció més interessant.